# Peter Filipsson
Peter Filipsson (latin: Petrus Philippi) död 12 augusti 1341, var en svensk dominikanmunk och ärkebiskop av Uppsala stift från 1332 till sin död 1341.

## Biografi
Peter Filipsson var son till Filip Finvidsson av Rumbyätten, även kallad Filip röde, och hans till namnet okända hustru som var dotter till Karl Tjälfvesson (Fånöätten). Fadern var riddare, riksråd och lagman under 1200-talets sista årtionden och släkt med flera av den tidiga medeltidens kungaätter.
Peter Filipsson inträdde som dominikanmunk i Sigtuna konvent.
Han förvärvade ett så högt anseende att han också lär ha blivit prior provincialis, det vill säga huvudman för alla dominikaner i hela Norden.
Efter att han och domkapitlet i Uppsala tilldelat en befattning som kanik med tillhörande prebenda till en Thomas Johansson gjorde även Mattias Halstensson från Västerås anspråk på den. Ärkebiskop Peter hotades bland annat med bannlysning av biskop Ödgils i Västerås, farbror till Mattias, som sade sig ha fått rätt till detta av påven. Peter Filipsson verkar inte ha tagit detta på större allvar, och frågan hänsköts efter ett tag direkt till kurian, som utsåg Styrbjörn, biskop i Strängnäs, samt domprost Hemming Nilsson i Västerås att undersöka saken. Frågan löstes efter ytterligare en tid genom att Mattias utsågs till domprost i Västerås, en post som blivit ledig då Hemming utsetts till ny ärkebiskop.
Han krönte år 1336 Magnus Eriksson till kung. År 1340 lät han, enligt Rhyselius krönika, bygga en sakristia av sten på Biskops-Arnö. Han lär också där ha börjat bygga en klosterbyggnad, vilket dock avstannat.
Efter en tillrättavisning av påve Benedictus XII, skrev han till sina biskopar att man skulle samla in en skatt i silver för ett korståg till det heliga landet. Detta skulle samlas in utöver den sedvanliga peterspenningen.
Peter Filipsson avled i augusti år 1341 och begravdes hos dominikanerna i Sigtuna konvent.